# Јована Стоиљковић
Јована Стоиљковић (30. септембар 1988, Лесковац) је српска рукометна репрезентативка. Игра на позицији левог бека. Тренутно је члан француског клуба Шамбре. Са рукометном репрезентацијом Србије освојила је сребрну медаљу на Светском првенству 2013, злато на Медитеранским играма исте године и четврто место на Европском првенству 2012.